# Prosenice
Prosenice (in tedesco Prossenitz) è un comune della Repubblica Ceca facente parte del distretto di Přerov, nella regione di Olomouc.